# Смертельная игра
«Смертельная игра» (кит. 致命游戏; также известный как «Калейдоскоп смерти») — китайский веб-сериал в жанре детективного фэнтези с Хуан Цзюньцзе и Ся Чжигуаном в главных ролях, снятый по роману Си Цзысюй «Калейдоскоп смерти». Премьера состоялась 2 февраля 2024 года на платформе iQiyi. Несмотря на то, что сериал прошёл проверку в государственных органах КНР, он был удалён с онлайн-платформ в течение двух часов после выхода. В дальнейшем сериал приобрёл множество поклонников благодаря распространению «онлайн-дисков» (облачных накопителей).

## Сюжет
Линь Цюши, талантливый геймдизайнер, мечтавший создать игру, способную изменить мир. Однако его планы разрушает начальник, присвоивший средства, выделенные на разработку, ради собственной выгоды. Разочарованный, Линь увольняется. Спустя время выходит игра The Spirealm, изначально созданная китайскими дизайнерами, но измененная зарубежными разработчиками, добавившими в неё элементы насилия и жестокости. Игра становится популярной, но негативно влияет на игроков, вызывая у них депрессию и склонность к самоубийству. В один день Линь Цюши обнаруживает у себя диск с этой игрой. Стремясь уничтожить эту игру, Линь оказывается внутри неё и сталкивается с 12 дверями, каждая из которых представляет собой испытание. В игровом мире он встречает Жуань Наньчжу, своего нового лучшего друга, не подозревая, что эта встреча может стать их последним прощанием.

## В ролях

### В главных ролях
- Хуан Цзюньцзе — Линь Цюши/Юй Линьлинь (переозвучен Да Синем)
  - Чжан Икай — Линь Цюши (в детстве)
- Ся Чжигуан — Жуань Наньчжу/Жуань Байдзе/Чжу Мэн (переозвучен Ли Яньфэном), лидер «Обсидиана»

### Повторяющиеся
| - Лю Жогу — Чэн Цяньли (переозвучен Чэнь Циганом) / Чэн Икси (переозвучен Янь Линем), братья-близнецы - Янь Цзысянь — Чэнь Фэй, доктор - Сай Ма — Лу Яньсюэ - Юй Сяобинь — Йи Манман - Лю Сяобэй — Ли Дунъюань, лидер «Белого оленя» - Инь Жуй — Чжуан Жуцзяо | - Чжан Юаньшуай — Ян Баланг, лидер «Икса» - Юй Си — сестра Ся - Чжан Цзинань — Янь Шихе/Цуй Сюэйи - Чжу Фужунь — Сюн Ци - Чэнь Цзинхань — Сяо Кэ - Чжэн Чуньцзин — У Ци, сожитель Лин Цюши - Лу Мэнлинь — Тан Заозао, начинающая актриса - Тун Лэй — Цуй Чжэнцинь, директор игрового кафе |

### Второстепенные роли

#### «Деревня в снегах» (эп. 1-7)
- Чэн Сихань — Сяо Цзю, дух первой двери, дочь владелицы отеля и старейшины деревни
- Ивонн Юн — владелица отеля (переозвучена Ли Цзинь Ян)
- Юэ Яоли — старейшина деревни
- Вэнь Лун — женщина-зомби
- Гао Юйцин — плотник
- Джин Хонг — тётя, сельская жительница
- Е Сяндэ — дядя, сельский житель
- Лу Чао — сельский житель
- Хуан Кайсян — Чэн Вэнь, игрок
- Ма Цзяин — Ван Сяои, игрок
- Чжан Тао — Чжан Цзышуан, игрок
- Лю Шицзюнь — Лао Ву, игрок
- Чжан Цун — Лао Янг, игрок
- Лян Цзюньхао — Лао Ян, игрок
- Лю Шэн — Лао Лю, игрок

#### «Диковинная птица» (эп. 8-13)
- Ли Мао — Шэнь Исянь, дух второй двери, отец трёх девочек
  - Чжу Цзыань — Шэнь Исянь (в детстве)
- Лу Мэнлинь — Сюй Сяочэн, игрок и актриса, нанятая Жуанем Наньчжу
- Чжао Цзин — Тан Яояо/Тянь Янь, игрок, член «Белого оленя»
- Чэн Чжэнь — Цзэн Руго, игрок
- Суй Сюэфэн — Чжун Чэнцзянь, игрок
- Чжан Кайчунь — Чжан Синхо, игрок
- Е Шию — Сяо Ту, старшая дочь
- Е Шихань — Сяо Ши, средняя дочь
- Е Шивэнь — Сяо И, младшая дочь
- Лю Ди — Чжан Вэй, учёный
- Гэ Чжаомэй — старушка с первого этажа
- Ван Ин — мать Шэнь Исяня
  - Цзи Линси — мать Шэнь Исяня (в молодости)
- Ма Тяньлай — Бадди

#### «Сестра Барабан» (эп. 15-20)
- Чэнь Луси — дух третьей двери
- Чжан Цзюньхань — брат Хуан, игрок, член «Белого оленя»
- Ма Мусюань — Ван Сяою, игрок, член «Белого оленя»
- Ян Мяо — Лю Пин, игрок, клиент Ли Дунъюаня
- Ма Цзюнькэ — женщина-гид
- Ли Пин — старуха
- Лю Сяоюй — младшая сестра Сюй Цзинь
- Рен Говэнь — замена Гао Давея
- Сунь Цзыюань — монстр Сюй Цзинь
- Юй Луна — А Вэнь
- Лю Вэйчжи — загадочная личность
- Чэнь Чжитин — Сяо Мэй
- Чжао Сиюэ — Ли На
- Сян Кайвэй — дикий мужчина (неигровой персонаж)

#### «Сако» (эп. 24-31)
- Цзя Сяохань — Лу Цзоцзы/Сако, дух четвёртой двери, бывшая ученица 2-го класса, над которой издевались
  - Цао Жофань — Лу Цзоцзы (в детстве)
- Люй Сунхао — Цзян Синьхун, друг детства Лу Цзоцзы и её бывший одноклассник
  - Чжао Янься — Цзян Синьхун (в детстве)
- Чжэн Пэн — Моу Кай, бывший ученик 2-го класса
- Цзинь Лун — Лю Чжуансян, гид по миру дверей
- Суй Сюэфэн — Чжун Ченцзянь, игрок, клиент Лю Чжуансяна
- Ли Вэньшо — Сяо Цинь, игрок, клиент Лю Чжуансяна
- Сюй Цзячэн — Не Ченг, игрок
- Дай Хэцзыцзин — Ло Сяоюй, игрок
- Чжан Сюйси — Сяо Ча, бывший ученик 2-го класса
- Дун Тонг — Янь Сяосу, бывший ученик 2-го класса
- Лю Кэцзе — Чжан Лун, бывший ученик 2-го класса
- Мэн Хаою — Чжао Ху, бывший ученик 2-го класса
- Ли Жуоци — Лу Я, бывший ученик 2-го класса
- Цю Тяньхао — учитель Лю, бывший учитель 2-го класса
- Чжан Шуньцян — отец Лу Цзоцзы
- Чжэн Юэ — мать Лу Цзоцзы
- Чжао Юнчжань — отец Цзян Синьхуна
- Ху Госюн — дежурный старик

#### «Психиатрическая больница» (эп. 34-38)
- Янь Цзяин — дух медсестры
- Тао Хаоцзин — директор больницы
- Чжэн Сиюань — Сюэ Чжиюнь, игрок
- Чжао Цзюньчэн — Цзян Инжуй, член «Белого оленя», подчинённый сестры Ся
- Хао Ваньюй — Мэн Мэн, член член «Белого оленя», друг Сюн Ци.
- Ван Юньхань — Ху Ди, игрок
- Вэй Вэй — дух пятой двери, подчинённая медсестры
- Рен Синь — парень в гробу
- Чжао Юаньцзюнь — медсестра

#### «Дама под дождем» (эп. 40-45)
- Ли Сиюй — дама под дождем, дух шестой двери
- Чжао Сюань — дворецкий
- Чэнь Сюй — Ян Цзе, игрок
- Куан Сяотун — Ян Мэйшу, член «Белого оленя», подчинённый сестры Ся
- Цун Сыхань — Сяо Су, игрок
- Хуан Чэнь — черноволосый юноша
- Хоу Сюйхэ — У Сиюй
- Ли Шуо — Хуан Минъюань, известный художник
- Сунь Цзыюань — одна из двух сестёр
- Дун Минъянь — одна из двух сестёр
- Ло Сяньин — игрок

Слуги:
- Тан Хуэй
- Вэнь Чжикунь
- Ли Чжисюань
- Чжао Вэньюй
- Чжэнь Цзэнцзянь
- Чжун Синьчжи

#### «Плачущий ребёнок в ночи» (эп. 46-52)
- Сюй Дундун — мадам Юй Фу, дух седьмой двери
- Чжэн Чуньцзин — У Ци
- Чжан Цзинань — Янь Шихе
- Дай Гулакей — Сяо Цянь, младшая сестра Янь Шихэ
- Чжао Хайин — хозяин аптеки
- Хуан Цзунъяо — маленький нищий
- Чжан Хуайган — сельский житель в красной одежде
- Ли Вэньцун — игрок
- Шен Ао — игрок
- Ши Юаньюань — игрок
- Хуан Иньчжу — игрок

#### «Солнечная кукла» (эп. 55-58)
- Чжан Цзинань — Янь Шихэ/Цуй Сюэйи
- Сун Пэйцзэ — Гу Юаньси, парень Линь Синьпин
- Ван Мянь — Линь Синьпин, клиент «Икса»
- Ли Цзясюань — Ван Ди, член «Белого оленя»
- Цай Мэнкэ — Сяо Мэн
- Цзян Юнбо — старик Ма Гуа
- Чжун Чжун — хранитель двери
- Су Гээр — Ван Жунхуа, игрок
- Ши Цяньцзинь — А Нань, игрок
- Ли Ихэн — игрок
- Ай Инайзайэр — игрок

#### «Парад ста демонов» (эп. 62-70)
- Чжан Юаньшуай — Сунь Юаньчжоу
- Хуан Цзиньчэн — Сяо Цзи, игрок сестры Ся
- Чэн Ци — Инь Синьи, игрок
- Ма Цзе — Тянь Гусюэ, игрок, крот Демона коробки
- Ши Лайю — Ли Жун
- Чжоу Сидунь — Чжан Тао
- Цзэн Шу — Лю Си
- Мэн Хаоюй — Демон коробки Лу Бо

Игроки:
- Дяо Хуэй
- Ян Жуньцзе
- Ли Цзюньдонг
- Хуан Вэньлун
- Цзэн Сяобо
- Лю Шуминь

### Другие
- Ли Юань — Гао Давэй, друг детства Лин Цюши и создатель игры.
  - Чэнь Мэнци — Гао Давэй (в детстве)
- Хэ Чжилун — Чжан Ицин, кинорежиссер
- Цзян Циань — Бай Мин, подруга Чжан Ицина
- Чжао Мэйсинь — Сяо Ран, помощница Тан Цзаозао
- Сунь Цзэюань — Чжан Минъюй, университетский друг Лю Цюши и фанат Тан Цзаозао
- Чжу Чжу — мать Лин Цюши
- Лань Тин — жена Цуй Чжэнциня

## Список серий
| № эпизодов | Арка                                     | Описание |
| ---------- | ---------------------------------------- | --- |
| 1 — 7      | «Деревня в снегах» (кит. 雪村)           | Линь Цюши, VR-геймдизайнер, увольняется с работы после скандала, связанного с махинациями начальства. Неожиданно он получает загадочный диск с игрой, но перед тем, как разобраться, что это за игра, попадает в аварию. Очнувшись, он обнаруживает себя в длинном коридоре с двенадцатью железными дверями. Открыв одну из них, он оказывается в заснеженной деревне, окружённой глухими лесами. Здесь царят странные правила, которые нельзя нарушать. Он встречает Жуаня Байцзе, который спасает его от стаи голодных волков. Вместе они пытаются разгадать загадку этой реальности, чтобы выжить и найти выход.              |
| 8 — 13     | «Диковинная птица» (кит. 菲尔夏鸟)       | Линь Цюши и Жуань Байцзе попадают в огромный замок, где их встречает хозяин, обещающий гостям роскошный пир и кров. Однако вскоре они понимают, что за этим гостеприимством скрывается смертельная ловушка. Каждую ночь кто-то из гостей исчезает, а в подвалах замка обнаруживаются клетки с останками тех, кто был здесь раньше. Герои понимают, что история замка напоминает старинную немецкую сказку «Диковинная птица» братьев Гримм — ведь тот, кто подчиняется правилам хозяина, остаётся в живых, а нарушители исчезают навсегда. Чтобы выбраться, Линь и Жуань должны найти ключ и выход, не став следующими жертвами. |
| 14 — 20    | «Сестра Барабан» (кит. 阿姐鼓)           | Герои оказываются в маленькой, на первый взгляд, мирной деревне. Однако с наступлением темноты жители запираются в домах и молятся, чтобы «Сестра Барабан» не пришла за ними. Каждую ночь слышится глухой ритм барабана, а на следующее утро кто-то исчезает. Линь и Жуань начинают расследование и узнают, что деревня проклята. Давным-давно здесь произошла страшная трагедия, и теперь дух молодой девушки мстит всем, кто осмелится нарушить её покой. Чтобы выжить, героям придётся понять, чего именно хочет «Сестра Барабан», и попытаться остановить её.                                                                |
| 21 — 31    | «Сако» (кит. 佐子)                       | На этот раз главным врагом героев становится на первый взгляд безобидная маленькая девочка по имени Сако. Она предлагает гостям играть с ней в детские игры, но каждый, кто проигрывает, исчезает бесследно. Чем дольше Линь и Жуань остаются в этом мире, тем больше они понимают, что правила игры извращены, а у Сако нет намерения отпускать их просто так. Им предстоит выяснить её истинную природу и найти способ одержать победу. |
| 32 — 38    | «Психиатрическая больница» (кит. 疗养院) | Герои попадают в старую заброшенную психиатрическую больницу, в которой всё ещё будто бы обитают призрачные пациенты. В коридорах слышатся шорохи, на стенах висят записи о странных экспериментах над людьми, а в зеркала здесь нельзя смотреть ни в коем случае. В поисках выхода Линь и Жуань понимают, что санаторий скрывает мрачные тайны, и кто-то — или что-то — хочет, чтобы они остались здесь навсегда. |
| 39         | «Обсидиан» (кит. 黑曜石)                 | Сюжет эпизода посвящён легенде о загадочном обсидиановом камне, способном исполнять желания. Однако за любое желание приходится платить ужасную цену. Линь и Жуань находят камень и сталкиваются с теми, кто уже сделал свой выбор. Им предстоит решить, стоит ли им воспользоваться его силой или лучше уничтожить артефакт, пока не стало слишком поздно. |
| 40 — 45    | «Дама под дождем» (кит. 雨中女郎)        | Этот мир окутан вечным дождём. Герои находят убежище в старом доме, где их встречает красивая женщина в белом. Она ласкова и заботлива, но с каждым днём её поведение становится всё более странным. Сначала она запрещает им выходить на улицу, потом начинает говорить загадками, а потом герои понимают, что никогда не видели её лица полностью. |
| 46 — 52    | «Плачущий ребёнок в ночи» (кит. 夜哭郎)  | В следующем испытании герои оказываются в доме, где каждую ночь слышится плач младенца. Никто не знает, откуда он доносится, но всякий, кто пытался найти ребёнка, исчезал без следа. Им предстоит понять, чей это голос и что нужно сделать, чтобы остановить этот кошмар. |
| 53 — 54    | «Смерть Ли Дунъюаня» (кит. 黎东源之死)   | Один из игроков, Ли Дунъюань, погибает при загадочных обстоятельствах. Его смерть становится началом цепочки странных событий, грозящих разрушить хрупкий баланс в этом мире. Героям предстоит выяснить, почему он умер и какую тайну он знал. |
| 55 — 58    | «Солнечная кукла» (кит. 扫晴娘)          | Таинственная девушка, известная как Сяо Цянь, появляется перед Линем и Жуанем. Она говорит, что им нужно выполнить её просьбу, иначе они никогда не покинут этот мир. Но что она скрывает? |
| 59 — 60    | «Тан Заозао» (кит. 谭枣枣)               | Тан Заозао становится ключевой фигурой этой истории. Её решения могут повлиять на исход всей игры. |
| 61 — 70    | «Женщина в коробке» (кит. 箱妖)          | История, в которой оказываются герои, вдохновлена японским фольклором. В этом мире герои должны соблюдать строгие правила: нельзя смотреть в коробки, нельзя разговаривать шёпотом, нельзя касаться стены. Но когда кто-то случайно нарушает одно из правил, начинается настоящий ад. |
| 71 — 78    | «Парад ста демонов» (кит. 百鬼夜行)      | Новый мир, в который отправляются Линь и Жуань, населён сотнями демонов, и каждую ночь они выходят на улицы в грандиозном шествии. Героям предстоит пережить ночь, полную ужаса, разгадав секрет демонического парада, чтобы выбраться живыми. |

## Производство

### Съёмки
Основные съёмки проходили в уезде Даин, Сычуань. Рабочим названием сериала было «Духовное царство».

### Премьера и запрет
Премьера всех серий состоялась 2 февраля 2024 года в 18:00 (по местному времени) на платформе iQiyi. Видеохостинг специально разделил 39 серий на 78 эпизодов, поскольку тогда дорама уже считается не «веб-сериалом», а «микро-веб-сериалом», к которым требования контроля и цензуры менее строгие. Однако несмотря на то, что «Смертельная игра» прошла проверку в Национальной администрации радио и телевидения КНР, веб-сериал был удалён с онлайн-платформ в течение двух часов после выхода. Официального комментария по данному поводу дано не было. Предполагается, что сериал попал под цензуру, так как он является экранизацией романа в жанре даньмэй «Калейдоскоп смерти», а власти КНР с 2021 года продвигают политику запрета на некоторые виды контента, в том числе на дорамы по мотивам жанра BL. Кроме того актёрам и съёмочной группе было рекомендовано воздержаться от публичных обсуждений сериала.